# Boeckosimus plautus
Boeckosimus plautus är en kräftdjursart som beskrevs av Kroyer 1846. Boeckosimus plautus ingår i släktet Boeckosimus och familjen Lysianassidae. Inga underarter finns listade i Catalogue of Life.